# Statul Benue
Benue este un stat  în Nigeria. Reședința sa este orașul Makurdi.